# Fatima Zekkal
Pour les articles homonymes, voir Zekkal.
Fatima Zekkal, née à Belouizdad le 23 mars 1928 à Alger où elle est morte en mars 1990, est une militante nationaliste et moudjahida durant la guerre d'indépendance algérienne.

## Biographie
Originaire du village Tidjet (Harbil) dans l'extrême nord ouest de la wilaya de Sétif, Fatima Zekkal est l'une des 10 949 femmes moudjahidates à avoir participé à la Révolution Algérienne, selon les statistiques du ministère des Moudjahidine.
Elle est une moudjahida restée dans l'ombre, malgré un long parcours au sein du Mouvement national algérien, au sein du Parti du peuple algérien (PPA), au sein du Mouvement pour le triomphe des libertés démocratiques (MTLD), puis au Front de libération nationale (FLN).
Fatima a fait preuve de beaucoup de talent et de courage dans l'affrontement du système colonial.

### Enfance
Fatima Zekkal est née à Belouizdad le 23 mars 1928 à Alger dans une famille modeste de ce quartier populaire d'Alger qui compta plusieurs militants du mouvement national algérien dont Mohamed Belouizdad.
Elle est originaire du village de Tidjet dans la région des Zouaouas des Aït Yaâla en Kabylie.
Son père Mohamed Zekkal travaillait comme chauffeur de taxi et était un vieux militant de l'Étoile nord-africaine (ENA) et du Parti du peuple algérien (PPA).
Elle est la sœur aînée de l'acteur Larbi Zekkal (1934-2010).
En tant que militant du Parti du peuple algérien, son père racontait surtout à ses enfants aînés ses activités politiques.

## Formation
Fatima Zekkal a fréquenté l'école primaire Émile-Augustin Chazot à Alger-Centre, qui a été renommée après l'indépendance de l'Algérie pour porter le nom de son père Mohamed Zekkal.
Elle allait devenir lycéenne en 1945 et excellait dans ses études, et elle devait passer le brevet.
Mais sans arrêt, les gens disaient à son père que sa fille Fatima vadrouillait un peu partout à Alger.
Finalement, Mohamed Zekkal s'est laissé influencer et l'a retirée de l'école en mai 1945.
Fatima était parfaitement trilingue en maîtrisant le tamazight, l'arabe littéraire et l'arabe dialectal, ainsi que le français.

### Mouvement national

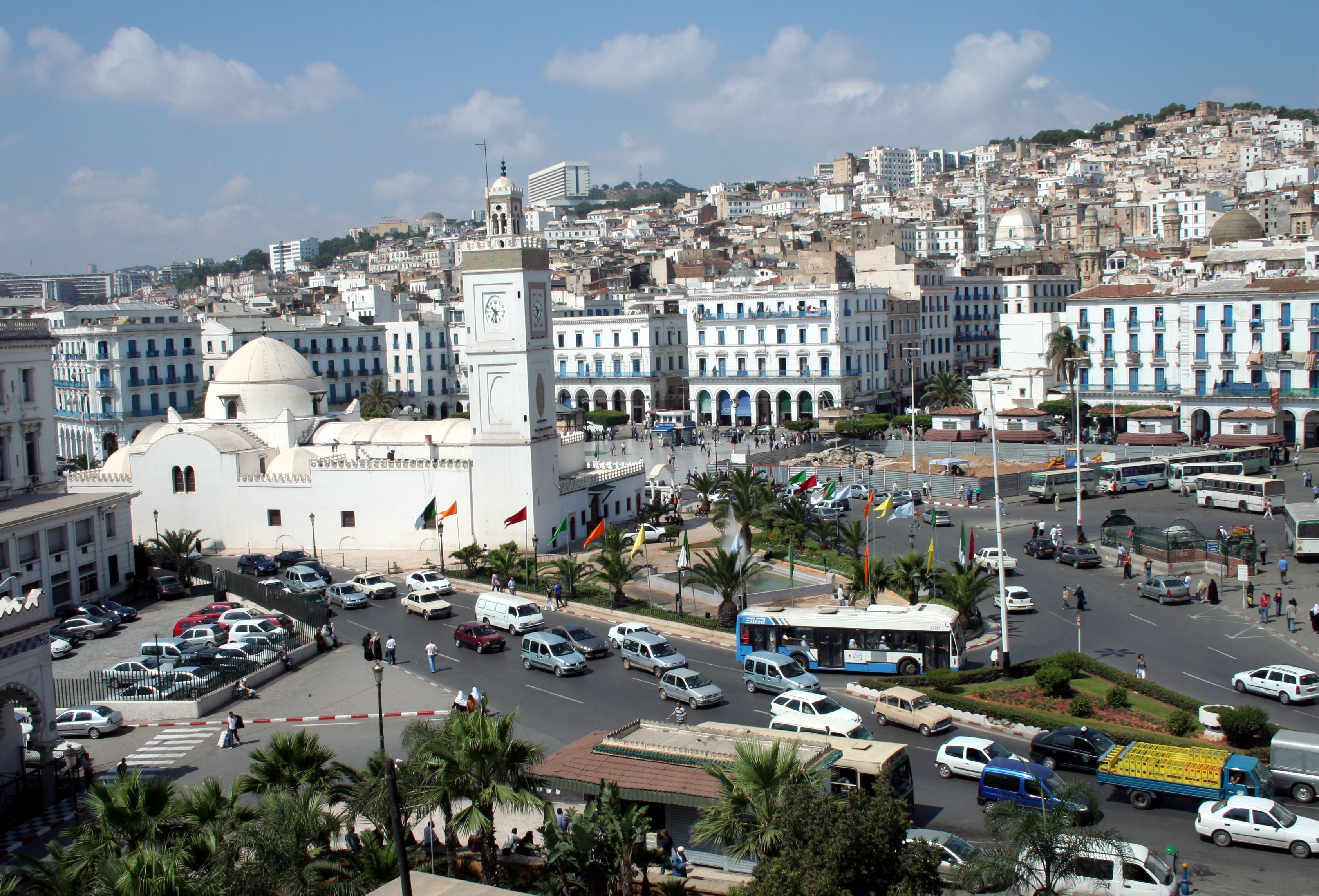
Casbah d'Alger

Fatima Zekkal a adhéré au Parti du peuple algérien (PPA) en 1945 alors qu'elle s'apprêtait à devenir lycéenne.
Fatima avait alors 14 ans en 1942 lorsque son père Mohamed Zekkal a décidé de l'emmener dans les réunions du PPA. Celles-ci avaient lieu dans des maisons et auxquelles elle n'assistait pas, mais elle aidait les femmes de sa famille en recevant les militants et en servant les repas.
Fatima était ainsi mêlée à la vie de militant de son père et de sa famille.
Les événements de mai 1945 avaient déclenché chez elle des sentiments nouveaux bien qu'elle n'avait pas assisté au défilé à Alger, mais son père était revenu blessé, portant le drapeau algérien taché de sang.
La préparation des manifestations du 1er mai 1945, dans la capitale Alger, avait été précédée de trois réunions préparatoires.
Deux se sont déroulées à Belouizdad, l’une chez Mohamed Zekkal, l’autre chez Mohammed Dekkar et la troisième chez Arezki Djemaâ à la Casbah d'Alger.
Elles avaient été dirigées par Hocine Asselah, Mahmoud Abdoune, Saïd Amrani, Ahmed Bouda et Arezki Djemaâ.
Fatima fut ensuite membre de la première cellule féminine clandestine du PPA-MTLD à Alger-Centre.
Très jeune, elle eut une activité débordante dans le mouvement associatif féminin, organisant des manifestations culturelles, des concerts, des représentations théâtrales et des réunions nationalistes.

### Cause palestinienne

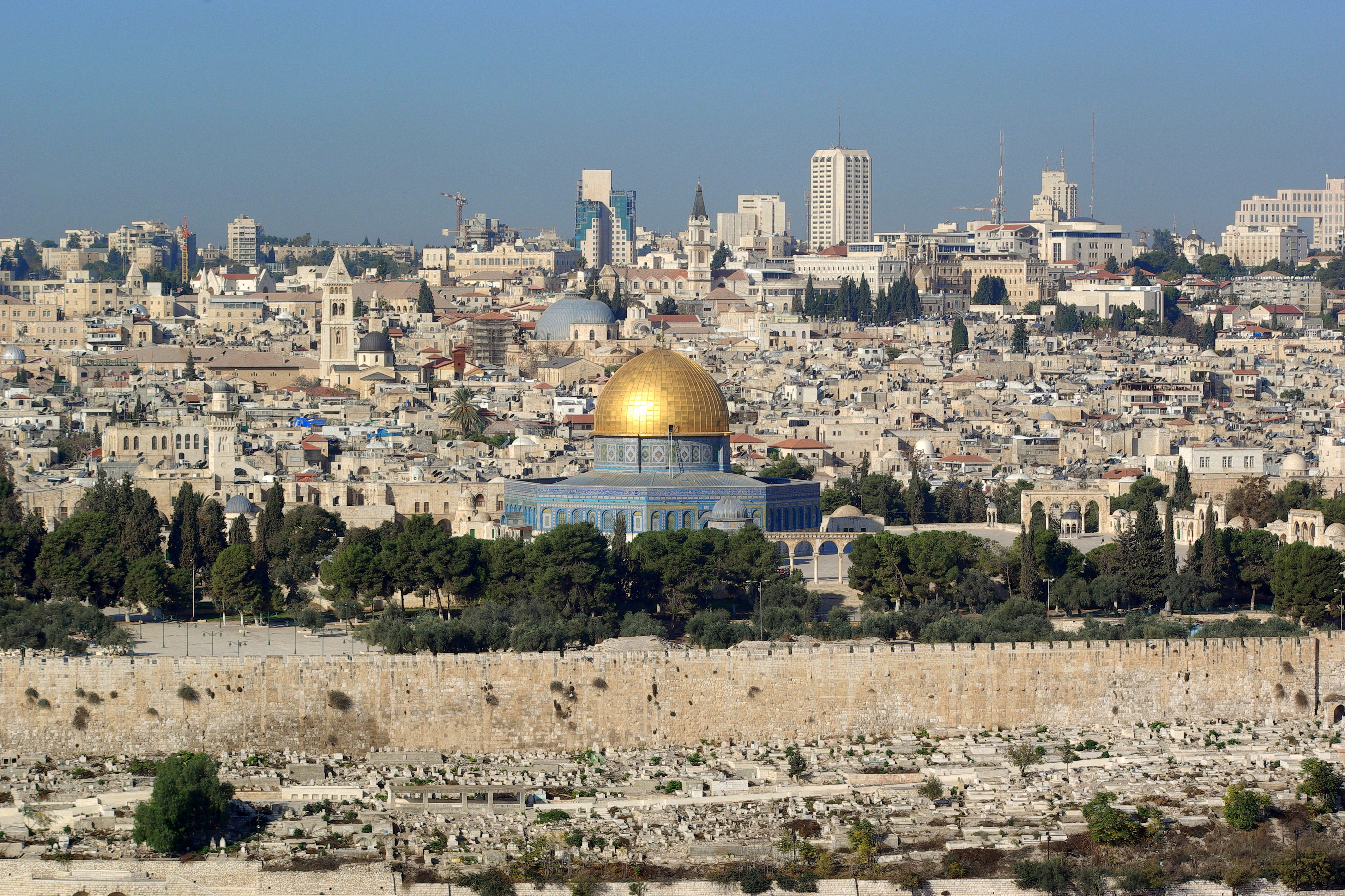
Jérusalem en Palestine

Fatima Zekkal et les militantes du Parti du peuple algérien s'intéressaient au problème palestinien.
Elles faisaient des fêtes et des quêtes au profit de la Palestine.
C'était Omar Oussedik qui les mettaient en contact avec les instances dirigeantes du PPA, et qui leur donnait et leur expliquait les directives et les mots d'ordre pour la Palestine et d'autres thèmes.

### Théâtre
Fatima Zekkal a toujours réservé une partie de son temps à la culture et à l'art.
Bien que prise par ses activités politiques, professionnelles et familiales, elle a toute jeune fait du théâtre.
Elle était une actrice dans sa jeunesse à Alger et après son mariage à Tlemcen.

### Association des femmes musulmanes algériennes
Fatima Zekkal a participé avec Mamia Chentouf, le 24 juin 1947, à la fondation de l'Association des femmes musulmanes algériennes (AFMA) au moment où le Parti du peuple algérien (PPA) s'érigeait en Mouvement pour le triomphe des libertés démocratiques (MTLD).
La secrétaire générale de l'AFMA était Nafissa Hamoud et la secrétaire générale adjointe n'était autre que Fatima Zekkal.
Elle a pris une part très active au développement du nationalisme algérien chez les femmes algéroises et ailleurs.
Elle participait à faire prendre conscience de la condition d'opprimés des algériens au cours des réunions de femmes où dissertaient Mamia Chentouf, Zhor Cherchali, Nafissa Hamoud et Malika Mefti, pionnières en matière de conscientisation et qui expliquaient le pourquoi de l'engagement de la femme algérienne.
Les réunions étaient ponctuées du Nasheed Min Djibalina.
Ces femmes étaient aidées par Sid-Ali Abdelhamid, qui était cadre du PPA, et qui complétait cette formation politique.
Fatima Zekkal a pris fait et cause pour la cause indépendantiste algérienne et a ainsi commencé à fréquenter un groupe d'étudiants et de militantes qui activaient dans une cellule à la Casbah d'Alger, pour ramasser de l'argent pour le PPA, vendre le journal du parti, et surtout aider à la conscientisation des femmes de cette zone.

### Mariage

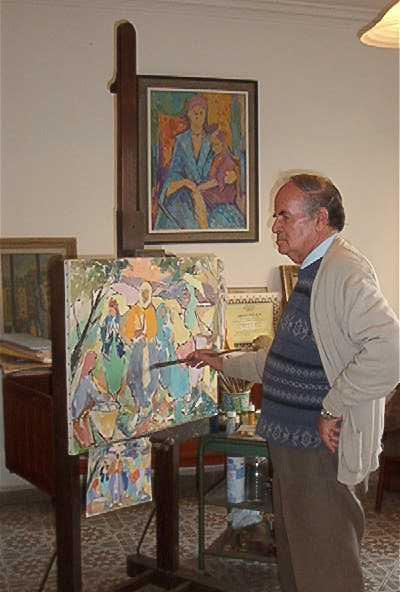
Bachir Yellès

Fatima Zekkal s'est mariée en 1948 avec Abdelkrim Benosmane (1914-1978) alors qu'elle était responsable de la cellule du PPA à El Biar dans la ville d'Alger.
Abdelkrim était un militant du Parti du peuple algérien (PPA) à Tlemcen qui avait participé avec Messali El Hadj en 1933 au dessein à Paris d'un premier drapeau algérien représentant l'Étoile nord-africaine.
Elle est alors partie avec son époux à Tlemcen avec comme directive de créer sur place une section de l'AFMA.
À Tlemcen, lors de son mariage, toutes les femmes l'entouraient, et parmi elles il y avait des femmes de militants et elle leur a dit qu'elle voulait travailler avec elles la main dans la main pour créer une section de l'AFMA, et elles ont accepté.
Il y avait un orchestre masculin, et à la fin toute l'assemblée a chanté l'hymne du PPA :
« Je sacrifie à l'Algérie ma vie et mes biens
Pour la Liberté
Que vive le Parti du peuple algérien cher à mon cœur
Et que vive l'Afrique du Nord. »
Tout le monde se levait, les hommes à part en bas, les femmes en haut et tous chantaient debout, et les femmes faisaient des youyous.
Pour le mariage de Fatima, un tableau du peintre Bachir Yellès représentant l'Emir Abd El Kader a été vendu aux enchères au profit du PPA.
Cette vente aux enchères a rapporté une grosse somme et l'acheteur a offert le tableau comme cadeau de mariage à Abdelkrim Benosmane et à son épouse, et cette œuvre artistique est restée chez Fatima jusqu'à sa mort.
Quinze adhérentes furent ainsi recensées au cours du mariage pour créer la section de l'AFMA.
Ces jeunes militantes, profitant de la légalité de l’association, intervenaient dans les fêtes familiales (mariages, fiançailles, circoncisions, anniversaires, , etc.) et les fêtes religieuses pour sensibiliser les femmes autour de la question nationale algérienne à travers des discours politiques, et procéder en parallèle au recrutement des adhérentes.
Elle y a rencontré des jeunes filles tlemceniennes instruites qui se donnèrent à fond dans des activités culturelles qui attirèrent beaucoup d'autres jeunes filles.

### Speakerine

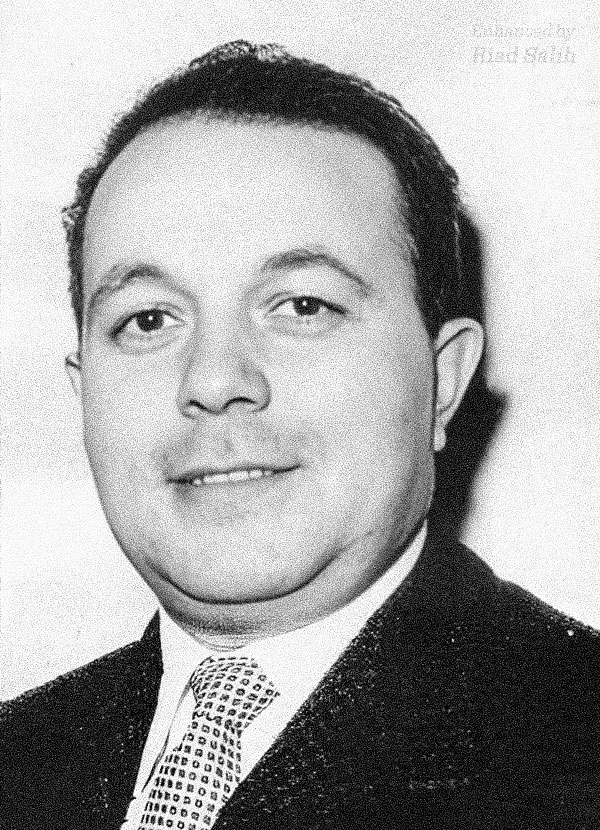
Ramdane Abane

En 1953, son mari Abdelkrim Benosmane ayant fait faillite dans son entreprise, le couple retourne à Alger.
Abdelkrim était associé dans une raffinerie d'huile qui a cessé ses activités artisanales.
Puisque Fatima était très cultivée et parfaitement trilingue (tamazight, arabe littéraire et arabe dialectal, français), elle a été engagée au début 1954 à l'Office de radiodiffusion-télévision française (ORTF) comme speakerine.
C'est un de ses anciens maîtres, qui était journaliste à l'ORTF, qui lui avait proposé ce premier travail rémunéré de sa vie.
Elle fut ainsi une des premières speakerines de la radio algérienne puis de la télévision algérienne dès les années cinquante.

### Révolution Algérienne
Après le déclenchement de la Révolution Algérienne au lendemain de la Déclaration du 1er novembre 1954, Fatima Zekkal s'est engagée dans le Front de libération nationale (FLN).
Elle a été enrôlée après Izza Bouzekri et avant Nassima Hablal.

### Comité de coordination et d'exécution
Fatima Zekkal a été en contact avec Ramdane Abane après sa sortie de prison en janvier 1955.
Elle s'est occupée des hébergements et des contacts de Ramdane Abane et des autres membres du Comité de coordination et d'exécution (CCE).
C'est l'agent de liaison Rachid Amara qui a contacté Izza Bouzekri pour lui faire savoir que Ramdane Abane cherchait un refuge.
C'est ainsi que ce dernier a été présenté à Fatima et à son époux Abdelkrim Benosmane qui l'ont reçu chaleureusement dans leur domicile.
Fatima faisait partie d'un groupe restreint de femmes militantes comprenant Nassima Hablal, Izza Bouzekri, Zoulikha Bekaddour et Hafsa Bisker.

### Arrestation

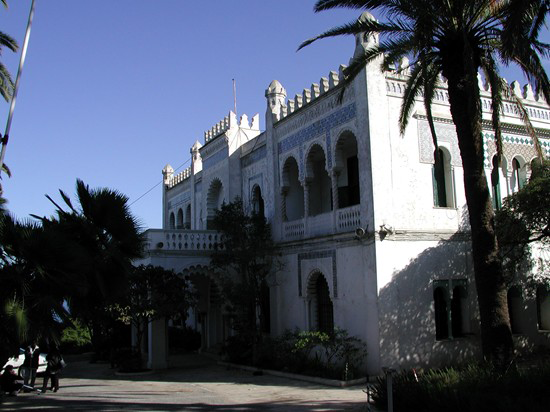
Villa Sésini

Peu après l'arrestation de Larbi Ben M'hidi le 18 février 1957, Fatima Zekkal le sera quelques jours plus tard, le 23 février 1957 par les parachutistes français.
Elle a été arrêtée au cours de la bataille d'Alger après la grève de huit jours.
Elle connut la torture à la Villa Sésini pour soutirer d'elle des révélations sur la structure révolutionnaire de la Zone autonome d'Alger.
Avant d'être présentée au parquet pour être jugée, elle passa par la Villa Mireille qui servait à rendre les prisonnières un peu plus présentables, puis au camp de Beni Messous.
Elle a été alors emprisonnée à la prison de Serkadji, puis à la prison d'El Harrach où était incarcéré Moufdi Zakaria.
Fatima a ensuite été envoyée en France à la prison de Niort.
Le régime carcéral était moins atroce, mais la prison restait la prison.

### Libération
Fatima Zekkal a été libérée en 1961 après trois ans de détention.
Elle a alors repris ses activités politiques jusqu'à l'indépendance de l'Algérie.

### Es-Soundoussia
Fatima Zekkal s'est occupée à la fin de sa vie d'une association culturelle de musique andalouse nommée « Es-Soundoussia ».
Cette association fut créée en 1986 à l'initiative d'un groupe de mélomanes formé par les regrettés Ahmed Sefta, Hassen Tahir, Noureddine Saoudi, Smaïl Hini, Nadji Hamma, Salima Madini et bien d'autres.

### Décès
Fatima Zekkal est décédée à Alger en mars 1990 à l’âge de 62 ans après une longue maladie.
Trois mois auparavant, déjà très malade, elle manifestait pour l'instauration de la démocratie en Algérie.
Elle a laissé trois enfants de son mariage avec Abdelkrim Benosmane qui est décédé le 14 avril 1978.